# Jedi'ot achronot
Jedi'ot achronot (hebrejsky:  ידיעות אחרונות, doslova Nejnovější zprávy) je hebrejský psaný deník vycházející v mandátní Palestině a Izraeli od roku 1939.
List byl založen roku 1939 jako nezávislý deník. Šlo o večerní list. První číslo vyšlo v prosinci 1939. V počátku vycházel list ve dvou verzích, odpolední a večerní. Za vznikem listu stál investor Nachum Komarov, který se inspiroval deníkem London Evening Standard. Během krátké doby se ovšem noviny dostaly do finančních potíží a byly prodány bohatému obchodníkovi Jehudovi Mozesovi. Ve 40. letech 20. století byl Jedi'ot achronot spolu s listem Haaretz jediným masovým periodikem, jež nebylo napojeno na některou z politických stran.
V roce 1948 došlo v redakci k rozkolu. Šéfredaktor Azri'el Carlebach odešel s desítkami dalších novinářů a založil nový večerník Ma'ariv. V následujících letech dokázal Jehuda Mozes překonat obtíže spojené s rozkladem redakce a uhájil existenci listu. Mezi deníky Jedi'ot achronot a Ma'ariv pak po desítky let panovala rivalita. V 50. a 60. letech 20. století Ma'ariv jednoznačně dominoval izraelskému mediálnímu trhu, zatímco Jedi'ot achronot měl daleko menší náklad a byl považován za neseriózní. Majitel listu společně s editorem Dovem Judkovskim, ale finančně Jedi'ot achronot zaštítili. Zároveň začali kreativně měnit jeho podobu. Šlo například o první deník v Izraeli, který začal otiskovat pravidelnou sportovní přílohu a nedělní rozšířené sportovní zpravodajství, čímž přispěl k zániku specializovaného sportovního listu Chadašot sport. Dov Judkovski také vsadil na rostoucí deziluzi čtenářů k stranickému tisku a profiloval Jedi'ot achronot jako důsledně nestranické periodikum. Zároveň začal nabízet kvalitním novinářům mimořádně vysoké platy. Naopak nezdarem skončil pokus deníku vydávat jako první vlastní satirickou přílohu (v roce 1965 se pak o podobný typ odlehčené humoristické publicistiky pokusil nový list Cipora nefeš.
Během 60. let 20. století se náklad Jedi'ot achronot začal přibližovat Ma'arivu a v 70. letech se Jedi'ot achronot stal nejčtenějším listem v zemi. Jistou konkurencí se roku 1976 stal nový list ha-Jom ha-ze, který vydával Eli'ezer Zhurabin a který se inspiroval německým listem Bild. Šéfredaktorem ha-Jom ha-ze se stal politik a generál Moše Dajan. Pokus o průnik na mediální trh ale selhal, listu se nepodařilo najít kvalitní novináře a prvenství Jedi'ot achronot bylo zachováno. V 80. letech 20. století začal deník vydávat i regionální listy a roku 1984 také jako první přišel s barevným tiskem. V 80. letech rovněž list opustil svůj původní model večerníku a přešel na standardní ranní distribuci. V 90. letech si Jedi'ot achronot zachovával své prvenství. Šéfredaktorem byl Moše Vardi, syn Herzla Rosenbluma, který vedl redakci listu v letech 1948-1986. Denní náklad se pohyboval okolo 350 000, v pátek víc než 600 000. V roce 1992 ožila rivalita mezi Jedi'ot achronot a Ma'arivem, které se vzájemně napadaly formou obřích billboardů.
Počátkem 21. století expandoval list i na internet. Majitel Jedi'ot achronot, společnost Yedioth Media Group, provozuje internetový zpravodajský portál Ynet (s anglickou verzí Ynetnews). Společnost zůstává nadále pod kontrolou potomků a příbuzných Jehudy Mozese.